# Inna Lillahi wa inna ilayhi raji'un

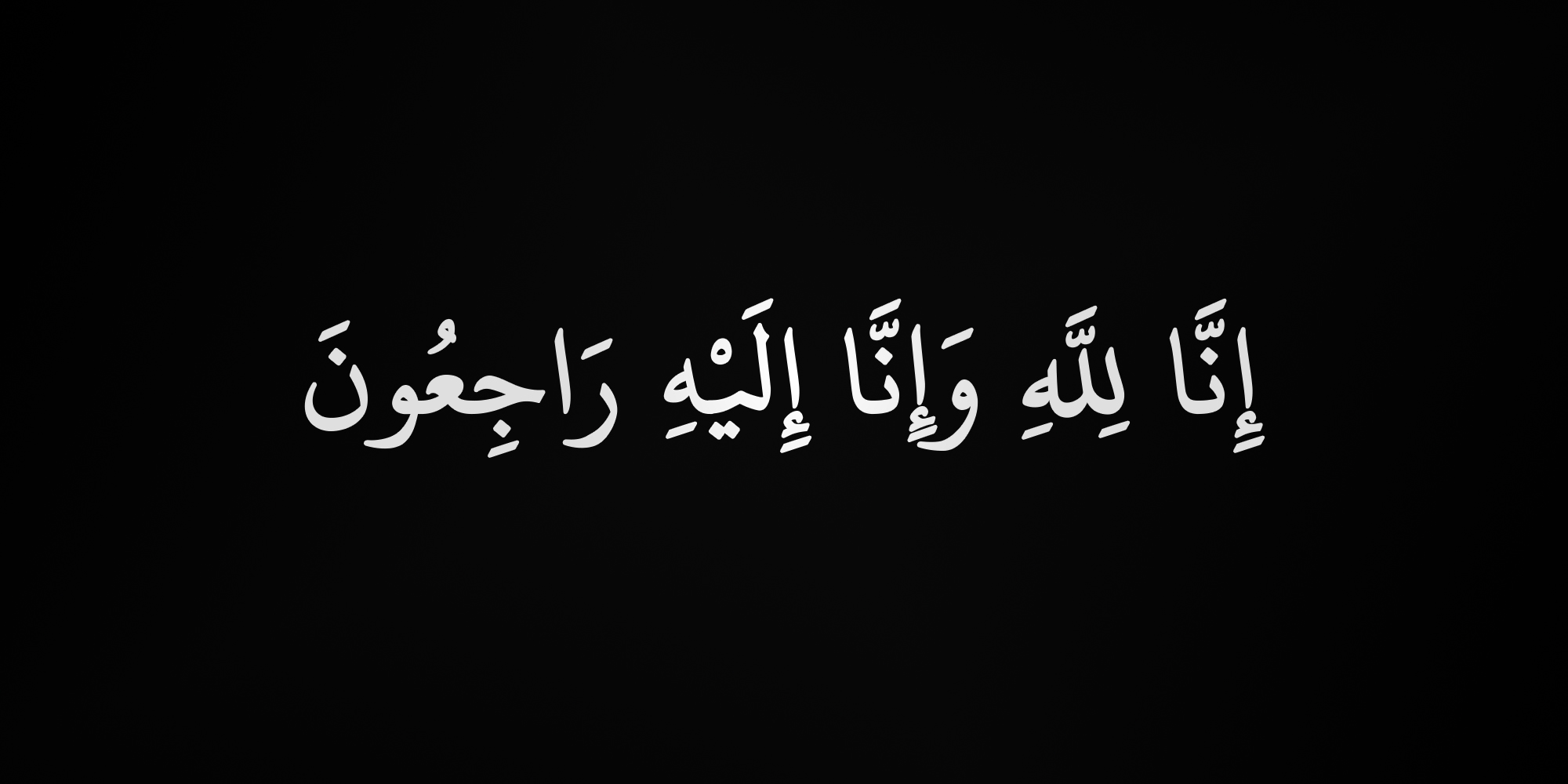
Inna Lillahi wa inna ilayhi raji'un, fonte hafas

Inna lillahi wa inna raji'un do ilayhi (em árabe: إِنَّا لِلَّٰهِ وَإِنَّا إِلَيْهِ رَاجِعُونَ ʾinnā li-llāhi wa-ʾinna ʾilayhi rājiʿūna também conhecido como Istirja em árabe: ٱسْتِرْجَاع, ʾIstirjāʿ), é um comando do Alcorão para os muçulmanos mencionado no versículo 2: 156  que significa "Verdadeiramente pertencemos a Deus, e verdadeiramente a ele retornamos." A frase é comumente recitada por muçulmanos, especialmente ao ouvir más notícias que caíram sobre si mesmo ou sobre uma pessoa como um sinal de paciência e assim reconhece que Deus é o todo-poderoso, e ele não nos testará, seu adorador, mais do que ele poderá suportar.

## Verso completo
بِسْمِ اللَّـهِ الرَّحْمَـٰنِ الرَّحِيمِ
وَبَشِّرِ الصَّابِرِينَ ۝
الذين إذا أصابتهم مصيبة قالوا إنا لله وإنا إليه راجعون ۝ أولئك عليهم صلوات من ربهم ورحمة وأولئك هم المهتدون
[سورة البقرة: 155- 157]
 